# Durrent Brown
Durrent Brown (Montego Bay, 8 luglio 1964) è un ex calciatore giamaicano, di ruolo difensore.